# Most Banpo
Most Banpo (korejsko 반포대교) je pomemben most za promet vozil čez reko Han v Centru Seula v Južni Koreji. Je dvonivojski most in nad mostom za pešce Džamsu.
Most je priljubljena turistična atrakcija in je znan po svoji dnevni mavrični fontani Moonlight in svetlobnih predstavah med aprilom in oktobrom.

## Opis
Most se pne čez reko Han in povezuje Sobingo-dong v okrožju Jongsan z Banpo-dongom v okrožju Sočo. Širok je 25 m in dolg 1495 m.
Most je namenjen prometu vozil. Je prvi dvonivojski most, zgrajen v Južni Koreji. Je tudi pomembna znamenitost mesta in privablja tako domačine kot turiste.

### Mavrična fontana v mesečini
Od aprila 2009 ima most na zahodni strani fontano, imenovano Mavrična fontana v mesečini (달빛무지개분수). 7. novembra 2008 je most prejel Guinnessovo knjigo rekordov za najdaljši most s fontano na svetu. Most ima nameščenih 38 vodnih črpalk in 380 šob. Ima tudi zvočnike, luči in projektorje.
Od aprila do oktobra ima vodnjak pet do šestkrat na dan 20-minutno vodno-svetlobno predstavo. To se zgodi le, če je lepo vreme. Ima projektorje, ki lahko prikazujejo slike na vodi. Predstava je uokvirjena z glasbo, ki vključuje različne priljubljene južnokorejske in mednarodne pesmi. Seznam nastopov je na voljo na spletu. Poleg tega park Banpo Hangang vsako soboto od 19.00 do 20.30 med majem in oktobrom organizira Moonlight Square Cultural Weekend. Ta dogodek predstavlja vrsto glasbenih zvrsti, vključno s klasično glasbo s komentarjem, a cappella, popo, jazzom, pihalnimi orkestri in orkestri.

### Most Džamsu
Pod mostom Banpo je most za pešce Džamsu. Širok je 18 m in dolg 795 m. V obdobjih močnega deževja je most Džamsu zasnovan tako, da se potopi, ko se gladina reke dvigne, saj je spodnja paluba blizu vodne gladine.
Pogosto gosti kulturne dogodke, kot je letna jesenska tržnica z živo glasbo in tovornjaki s hrano.

## Zgodovina
Spodnji most Džamsu je bil dokončan leta 1979, pred mostom Banpo. Gradnja mostu Banpo se je začela 11. avgusta 1980 in je bila dokončana novembra 1982. Gradnja je stala 22 milijard vonov (20 milijonov ameriških dolarjev). Njegova gradnja je bila namenjena zmanjšanju prometne obremenitve mostu Hangang.
Most Džamsu je bil leta 1986 preoblikovan v dvignjeno ločno obliko, da bi lahko sprejel turistične križarke, ki so plule pod njim.
Most je bil v popravilu od 30. decembra 1994 do 30. junija 1996. Med decembrom 1998 in 2002 je bil deležen še več popravil. Od oktobra 2003 in 2005 je bil ponovno tlakovan.

## Galerija
- Pogled s strani mostu (2014)
- Pogled na most z vode ponoči (2009)